# عاصفة خاصة (فلم)
عاصفة خاصّة (بالإنجليزية: A Private Storm) هو فيلم درامي رومانسي نيجيري صدرَ عام 2010 من إخراجه لانسلوت أوداو وإكوشوكو أونييكا، ومن بطولة رامسي نوح، جالاد إكيندي، نغوزي إيزيونو، أوفوما إجينوبور وجون دوميلو. عُرض الفيلمُ لأول مرةٍ في الثامن عشر من كانون الثاني/ديسمبر 2010 في فندق فور بوينتس بمدينةِ ليكي في نيجيريا.

## القصّة
تبدو جينا (تلعبُ دورها الممثلة أوموتولا جالاد إكيندي) وأليكس (يلعبُ دوره الممثل النيجيري رامسي نوح) زوجينِ مثاليين من الخارج، لكن الرغبة في التحكم دائمًا في جميع جوانب حياة جينا تُهدد علاقتهما. يُسيء أليكس لزوجتهِ عاطفيًا وجسديًا في أي وقت ويراها تقتربُ من الجنس الآخر مما يتسبّب في الكثير من المشاكل بينهما والتي تقلبُ حياتهما.

## طاقم التمثيل
| - رامسي نوح في دور أليكس - أوموتولا جالاد في دور جينا - يوفيوما إيجونوبور في دور ليزا - جون دوميلو في دور جايسون | - نغوزي إيزيونو في دور السيدة جيبونو - بلوسوم شوكوويكيجي في دور توني - تيسي أوراجوا في دور كاتي - كريستيان أجيسافي في دور أوجو |

## الإفراج
عُرض الفيلمُ لأول مرةٍ في لاغوس في الثامن عشر من كانون الأول/ديسمبر 2010، وأُصدر بشكلٍ مسرحيٍّ في التاسع من شباط/فبراير 2011، وعلى أقراص الدي في دي في العاشر من كانون الأول/ديسمبر 2012.

## استقبال

### الاستقبال النقدي
تلقى الفيلم استقبالًا نقديًا إيجابيًا بشكل عام، حيثُ حصلَ على تقييمٍ 57% على موقع نوليود ريفانتد (بالإنجليزية: Nollywood Reinvented) الذي أشادَ بالتمثيل والموسيقى والقصّة، كما أشاد الموقع المتخّصص في تقييمِ الأفلام نوليود فور إيفر (بالإنجليزية: Nollywood Forever) بالتمثيل والقصة.

### الجوائز
رُشِّح الفيلمُ للمنافسة على سبع فئاتٍ في حفل توزيع جوائز أفلام نوليوود لعام 2012، كما نافس على سبعِ فئاتٍ أخرى في جوائز نوليود للأفضل ففاز في فئة أفضل عرضٍ واستخدامٍ للأزياءِ في فيلمٍ ما، فضلًا عن منافستهِ على ثلاث فئاتٍ في حفل توزيع جوائز الأكاديمية الأفريقية للأفلام في نسختهِ السابعة وهم فئةُ أفضل مكياج وأفضل ممثل في دور ثانوي وأفضل فيلم نيجيري.
| الجائزة                                             | الفئة                     | المرشّح/ة                        | النتيجة |
| --------------------------------------------------- | ------------------------- | ------------------------------- | ------- |
| جوائز الأكاديمية الأفريقية للأفلام (النسخة السابعة) | أفضل فيلم نيجيري          | لانسلوت أوداوا                  | رُشِّح     |
| جوائز الأكاديمية الأفريقية للأفلام (النسخة السابعة) | أفضل ممثل في دور ثانوي    | جون دوميلو                      | رُشِّح     |
| جوائز الأكاديمية الأفريقية للأفلام (النسخة السابعة) | فئة الماكياج              |                                 | رُشِّح     |
| جوائز نوليوود للأفضل (2011)                         | أفضل ممثلة رئيسية في فيلم | أوموتولا جالاد                  | رُشِّح     |
| جوائز نوليوود للأفضل (2011)                         | أفضل ممثلة مساعدة في فيلم | يوفوما إجينوبور                 | رُشِّح     |
| جوائز نوليوود للأفضل (2011)                         | أفضل ممثل في دور رئيسي    | رامسي نوح                       | رُشِّح     |
| جوائز نوليوود للأفضل (2011)                         | أفضل ممثل في دور ثانوي    | جون دوميلو                      | رُشِّح     |
| جوائز نوليوود للأفضل (2011)                         | فيلم العام                | لانسلوت أوداوا                  | رُشِّح     |
| جوائز نوليوود للأفضل (2011)                         | أفضل عرضٍ للأزياء          |                                 | فوز     |
| جوائز نوليوود للأفضل (2011)                         | أفضل مدير في فيلمٍ ما      | أوداوا إيماسون وإيكوشوكو أونيكا | رُشِّح     |
| جوائز أفلام نوليوود (2012)                          | أفضل فيلم                 | عاصفة خاصّة                      | رُشِّح     |
| جوائز أفلام نوليوود (2012)                          | أفضل ممثل في دور رئيسي    | رامسي نوح                       | رُشِّح     |
| جوائز أفلام نوليوود (2012)                          | أفضل ممثل في دور رئيسي    | جون دوميلو                      | رُشِّح     |
| جوائز أفلام نوليوود (2012)                          | أفضل ممثلة في دور رئيسي   | أوموتولا جالاد                  | رُشِّح     |
| جوائز أفلام نوليوود (2012)                          | أفضل إخراج                | لانسلوت أوداو إماسوين           | رُشِّح     |
| جوائز أفلام نوليوود (2012)                          | أفضل تصوير سينمائي        | دي جي تي وإيما أولابود          | رُشِّح     |
| جوائز أفلام نوليوود (2012)                          | أفضل مونتاج صوت/تصميم     |                                 | رُشِّح     |